# Citrus wintersii
Citrus wintersii là một loài thực vật có hoa trong họ Cửu lý hương. Loài này được Mabb. mô tả khoa học đầu tiên năm 1998.